# ミーナ天神
ミーナ天神（mina tenjin、ミーナてんじん）は、福岡県福岡市中央区天神四丁目にある商業施設。ファーストリテイリングの展開する商業施設「ミーナ」の1号店。
本項目では、ミーナ天神に統合されたノース天神（ノースてんじん、NOUTH TENJIN）についても記す。

## 概要
元々ユニクロも入居していたマツヤレディスビルを一括賃借し、2005年（平成17年）10月29日にグランドオープンした都市型商業施設で、イオンショッパーズ福岡店に隣接する。「暮らし」「日常」「カジュアル」を軸に北天神地区の新たなランドマークを目指している。
建物は開店当初、2002年にマツヤレディスの資産を購入した株式会社ダイショウ（大東建託創業者多田勝美の資産管理会社）が所有していたが、2018年にジョーンズ・ラング・ラサール (JLL) の仲介で久留米市に本社を置く石油小売りの福岡スタンダード石油がノース天神と共に取得している。
西鉄福岡（天神）駅（西鉄天神大牟田線）北口・西鉄天神高速バスターミナルから徒歩5分、天神駅（福岡市地下鉄空港線）中央口または東口から徒歩3分、天神南駅（福岡市地下鉄七隈線）2・3番出口から徒歩10分。
2022年4月7日、ファーストリテイリングが、隣接するノース天神と一体化する全面改修を実施し、2023年春に「ミーナ天神」としてリニューアルを実施することを発表した。リニューアル時にユニクロとジーユーは増床し、九州最大規模の大型店舗となった。建物所有者の福岡スタンダード石油は当初、福岡市が実施する再開発促進事業「天神ビッグバン」による規制緩和を受けた再開発（全面建て替え）を検討したが、収益性の問題から改修を選択したと報じられている。2022年8月15日一杯で営業を休止し、同月28日一杯で営業を終了したノース天神とともに大規模改装に着手、2023年4月28日に、同年3月まで天神ロフトビルで営業後一旦閉店する天神ロフトなど新テナントを加え再開業した。
2025年1月22日営業中に停電が発生。翌日も臨時休業をやむを得ない状況となった。

## 施設概要
- SRC造
- 地上8階、地下2階建て（地下2階から8階および屋上の全11フロアで構成）
- 地下1階は天神地下街と直結しており、さらに、地下1階、1階、3階、6階のフロアに北に隣接するイオンショッパーズ福岡店まで連絡通路がある。
- 延床面積：1万4009平方メートル
- 営業面積：8,333平方メートル

## 主要テナント
出店テナントの詳細は公式サイト「フロアガイド」を参照。改装後の店舗一覧は2023年4月に発表されたもの。
- RF:ネデンフットサルコート
- 8Fクロサワ楽器店、The Company
- 7F:BOOKOFF SUPER BAZAAR、GIGO
- 6F:seria、ニトリEXPRESS
- 5F:AOKI、ABC-MART等
- 4F:ロフト
- 3F:GU
- 2F:ユニクロ、カメラのキタムラ
- 1F:ユニクロ、Theory、PLST、JINS
- B1F:スターバックスコーヒー、マツモトキヨシ等

### 過去の主要テナント
- 無印良品（3階）
- ユザワヤ（7階）

## ノース天神
1971年完成のショッパーズ福岡専門店街（旧：ダイエーショッパーズ福岡店=現：イオンショッパーズ福岡店の専門店棟）であった建物を利用して、2012年6月28日に開業した。建物は元々マツヤレディスの運営会社である福岡松屋が所有していたが、2002年にマツヤレディスの清算にあわせて大東建託創業者・多田勝美の資産管理会社である株式会社ダイショウと売買契約を締結しており、ダイショウが新たに商業施設としてオープンしたものである。このような経緯からマツヤレディスの後継店舗である（旧）ミーナ天神及びイオンショッパーズ福岡店とは建物内で連絡しており、一体的に行き来できる。
なお、建物は2018年にジョーンズ・ラング・ラサール (JLL) の仲介で久留米市に本社を置く石油小売りの福岡スタンダード石油がミーナ天神と共に取得している。
2022年4月7日、ミーナ天神を運営するファーストリテイリングが、ノース天神とミーナ天神の一体化による全面改修を実施し、2023年春に「ミーナ天神」としてリニューアルを実施することを発表した。これに伴い、ノース天神は2022年8月をもって閉館した。

### 沿革（ノース天神）
- 2011年7月31日 - ショッパーズ福岡専門店街が閉店
- 2012年6月28日 - ノース天神開業
- 2012年12月13日 - ブックオフスーパーバザー開業
- 2022年8月28日 - ミーナ天神との一体化のため閉館

### 主なテナント（ノース天神）
- Honeys（地下1階）
- ミスタードーナツ（1階）
- マクドナルド（1階）
- サンマルクカフェ（1階）
- アベイル（2階）
- しまむら（3階）
- セリア（4階）
- ニトリ デコホーム（5階）
- ブックオフスーパーバザー（6・7階）
- 西日本新聞TNC文化サークル「アイ&カルチャ天神」（8階）
- 西日本新聞パソコン教室（8階）

## アクセス
- 福岡市地下鉄空港線天神駅から徒歩4分
- 西鉄天神大牟田線西鉄福岡（天神）駅から徒歩5分